# مؤسسه سرطان آدیار
موسسه سرطان آدیار (به انگلیسی: Adyar Cancer Institute) بیمارستانی در هند است که در ۱۹۵۴ میلادی ساخته شد و دارای ۴۲۳ تخت است.